# Бєжаниці
Бежаниці (рос. Бежаницы) — робітниче селище, районний центр Бєжаницького району Псковської області Російської Федерації.
Населення становить 3731 особу. Входить до складу муніципального утворення Бежаниці.

## Історія
Від 2005 року входить до складу муніципального утворення Бежаниці.

## Населення
| 1939  | 1959  | 1970  | 1979  | 1989  | 2001  | 2002  |
| ----- | ----- | ----- | ----- | ----- | ----- | ----- |
| 1382  | ↘1331 | ↗3975 | ↗4727 | ↗6213 | ↗6700 | ↘4846 |
| 2009  | 2010  | 2011  | 2012  | 2013  | 2014  | 2015  |
| ↘4620 | ↘4333 | ↘4328 | ↘4157 | ↘4053 | ↘3880 | ↘3744 |
| 2016  | 2017  | 2018  | 2018  | 2019  | 2020  | 2021  |
| ↘3630 | ↘3572 | ↘3465 | →3465 | ↘3400 | ↘3298 | ↗3731 |